# 興玉神石
興玉神石（おきたましんせき）は、三重県伊勢市二見町江、立石崎の北東700mの沖合に鎮座する二見興玉神社の祭神猿田彦大神縁りの霊石である。猿田彦大神の化身とも、天孫降臨の際に猿田彦大神が立たれたとも、また猿田彦大神誕生の霊石とも伝わる。
『勢陽五鈴遺響』によれば、石名の「興玉」とは、海中の神霊を意味する「澳魂」（おきたま）を意味し、伊勢湾の澳魂を神格化したものともいわれ、鏡岩とも呼ばれている。
鏡岩の由来は、興玉神石が巨大な鏡であると言う伝承に基づく。

楕円形の平岩にして、三ヶ所に岩柱が立っており、往古この神石は露出していたが、
宝暦年間に発生した地震により、海中に沈んだが、1960年のチリ地震による津波で水が引いた際に一時的に姿を現した。
現在は暗礁となり海中にあるが、引き潮の際、興玉神石上の藻により、肉眼で興玉神石が確認できる。
興玉神石には、二見興玉神社で奉仕する、神職のみが神石祭の際に船で興玉神石の上から拝礼する事ができる。 
石の大きさは東西216m×南北108mである。